# Xenambyx laticauda
Xenambyx laticauda is een keversoort uit de familie boktorren (Cerambycidae). De wetenschappelijke naam van de soort is voor het eerst geldig gepubliceerd in 1879 door Bates.